# Tiberinus
Tiberinus je postava pocházející z římské mytologie. Byl to bůh řeky Tibery, syn titána Okeana a titánky Téthys. 

## Mytologie
Podle Vergiliova eposu Aeneis Tiberinus pomáhal Aeneovi po jeho příchodu do Itálie z Tróje. Bůh se zjevil Aeneovi ve snu a sdělil mu, že dorazil do svého skutečného domova, uklidnil také vodu, aby se Aeneova loď mohla bezpečně dostat do města.
Tiberinus je také známý jako bůh, který vytáhl z řeky Romula a Rema a dal je do výchovy vlčici Lupě. Později zachránil i matku dvojčat, vestálku Rheu Silvii, když byla odsouzena k smrti a svržena do Tiberu, a vzal si ji za manželku.

## Uctívání
Tiberinus byl považován za jednoho z nejdůležitějších bohů řek. Každý rok v květnu mu lidé přinášeli oběti, při obřadu shazovaly vestálky do Tiberu dvacet sedm figurín ze slámy (argei).